# EBM (album)
EBM è il settimo album in studio della band britannica Editors, pubblicato il 23 settembre 2022 dalla PIAS Recordings. Il nome dell'album deriva sia dal nome della band e dal suo nuovo membro ("Editors/Blanck Mass") che dal genere dell'electronic body music.

## Stile e Composizione
EBM è stato descritto dai critici come pop, indietronica, new wave, industrial rock ed electronic dance music, con anche influenze post punk e psichedeliche e di artist come i New Order e Giorgio Moroder, ma anche gruppi industrial come Nitzer Ebb, Front 242 e D.A.F., oltre che alla scena Electronic body music, ripreso nel titolo con l'acronimo EBM (che cita anche l'entrata del gruppo del musicista Blanck Mass come membro ufficiale - Editors/Blanck Mass).

## Tracce
1. Heart Attack – 5:48
2. Picturesque – 5:09
3. Karma Climb – 5:18
4. Kiss – 7:50
5. Silence – 5:40
6. Strawberry Lemonade – 6:17
7. Vibe – 3:39
8. Educate – 6:50
9. Strange Intimacy – 6:24

## Classifiche

### Classifiche settimanali
| Classifica (2022) | Posizione massima |
| ----------------- | ----------------- |
| Austria           | 25                |
| Belgio (Fiandre)  | 2                 |
| Belgio (Vallonia) | 6                 |
| Croazia           | 18                |
| Francia           | 122               |
| Germania          | 6                 |
| Italia            | 97                |
| Paesi Bassi       | 2                 |
| Polonia           | 30                |
| Regno Unito       | 10                |
| Spagna            | 83                |
| Svizzera          | 10                |